# Orchomene nugax
Orchomene nugax är en kräftdjursart som först beskrevs av Edward Morell Holmes 1904.  Orchomene nugax ingår i släktet Orchomene och familjen Lysianassidae. Inga underarter finns listade i Catalogue of Life.